# Коррея, Руй
Руй Мануэл да Силва Коррея (порт. Rui Manuel da Silva Correia, род. 22 октября 1967, Сан-Жуан-да-Мадейра) — португальский футболист, игравший на позиции вратаря. По завершении игровой карьеры — футбольный тренер. Участник чемпионата Европы 1996 года в составе сборной Португалии.

## Клубная карьера
В 1986 году в профессиональном футболе дебютировал за «Спортинг», в котором провёл два сезона и был дублёром Витора Дамаша, поэтому принял участие лишь в 15 матчах чемпионата. Летом 1988 года перешёл в «Виторию» (Сетубал), однако в течение трёх лет он провёл за клуб лишь одну встречу в чемпионате, после чего перешёл в «Шавеш», где был основным вратарём в сезоне 1991/1992. С лета 1992 года на протяжении пяти сезонов выступал за «Брагу» в статусе игрока стартового состава, сыграв за это время 158 матчей в высшем дивизионе.
Своей игрой Коррея привлёк внимание представителей тренерского штаба «Порту», к которому присоединился летом 1997 года. В первом сезоне Руй выиграл конкуренцию у шведа Ларса Эрикссона и был основным вратарём, выиграв с клубом «золотой дубль». Однако после того, как в 1998 году в клуб вернулся Витор Баия и был приобретён югославский вратарь Ивица Краль, Коррея стал дублёром, сыграв лишь 11 матчей в чемпионате, а с 1999 года вообще стал выступать исключительно за дублирующий состав, где провёл ещё два сезона своей игровой карьеры. В составе команды стал обладателем множества трофеев, в частности, дважды стал чемпионом Португалии.
В 2001 году Коррея перешёл в другой клуб из Порту, «Салгейруш», с которым в первом же сезоне вылетел во второй дивизион, после чего перешёл в «Фейренсе», с которым в 2003 году он вышел из третьего дивизиона во второй.
Завершил профессиональную игровую карьеру в клубе «Эшторил-Прая», за который выступал в течение сезона 2006/2007 в Сегунде.

## Карьера в сборной
15 августа 1995 года дебютировал в официальных матчах в составе национальной сборной Португалии, выйдя на замену на 81-минуте матча отборочного турнира на чемпионат Европы 1996 против сборной Лихтенштейна (7:0). В следующем году вошёл в состав сборной на чемпионат Европы 1996 года в Англии, однако на турнире был дублёром Витора Байи и на поле не выходил. Лишь 20 августа 1997 года Руй снова вышел на поле за сборную в матче отбора на чемпионат мира против Армении (3:1), пропустив 1 гол. Этот матч стал вторым и последним для Корреи в футболке сборной.

## Тренерская карьера
По завершении карьеры игрока в 2008 году вошёл в тренерский штаб своего бывшего партнера по «Порту» Жорже Кошты, став тренером вратарей клуба «Ольяненсе», где проработал, как и сам Кошта, до 2010 года, после чего вместе с ним перешёл в «Академику», где также был тренером вратарей. После увольнения Жорже Кошты Коррея остался в клубе.
Летом 2011 года стал тренером вратарей клуба «Брага», но покинул клуб вместе с главным тренером Леонарду Жардимом по завершении сезона.
С октября 2013 по июнь 2014 года был тренером вратарей в греческом клубе ОФИ, где помогал своему соотечественнику Рикарду Са Пинту. После этого с июля по декабрь 2015 года работал с Са Пинту в клубе «Белененсеш».

## Достижения
«Спортинг» (Лиссабон)
- Обладатель Суперкубка Португалии: 1987

«Порту»
- Чемпион Португалии (2): 1997/1998, 1998/1999
- Обладатель Кубка Португалии (3): 1997/1998, 1999/2000, 2000/2001
- Обладатель Суперкубка Португалии (2): 1998, 1999